# Cavalleria rusticana (Monleone)
Cavalleria rusticana és una òpera en un acte composta per Domenico Monleone sobre un llibret en italià de Giovanni Monleone basat en un conte de Giovanni Verga, Es va estrenar el 5 de febrer de 1907 al Paleis voor Volksvlyt d'Amsterdam, i de nou revisada com a La Giostra dei falchi el 18 de febrer de 1914 a Florència.

## Origen i context
Cavalleria rusticana fou l'òpera que va catapultar al món de la fama a Pietro Mascagni en un sol cop d'audàcia. Mascagni va escriure el llibret i la música en un punt àlgid d'inspiració en un intent de posar en marxa la seva carrera operística i guanyar el Concurs Sonzogno. Quinze anys més tard, Domenico Monleone va voler replicar l'èxit de Mascagni quan va voler entrar al Concurs Sonzogno. Per aquest acte, que en retrospectiva sembla alhora audaç i arriscat, Monleone va presentar una altra versió de Cavalleria rusticana a l'editor de la partitura de Mascagni. Tot i que l'òpera de Monleone no va aconseguir superar el tall a la competició, un empresari holandès va organitzar la seva estrena -aparellada amb l'original de Mascagni- a Amsterdam el 1907. La nova versió operística de l'obra de Giovanni Verga va aconseguir un èxit instantani i, unida a la de Mascagni, va començar una gira per les capitals europees.
Quan la gira de la doble Cavalleria va arribar a Torí, Sonzogno va presentar una demanda per prohibir que l'òpera de Monleone es pogués executar públicament. Monleone i el seu germà, Giovanni (que havia escrit el llibret), havien aconseguit el permís de Verga per usar la seva trama i els personatges de la seva òpera, però l'editorial Sonzogno no estava disposada a tenir una competidora per a la Cavalleria de la qual posseïa els drets i que li estava reportant sucosos beneficis: la de Mascagni. El tribunal va dictaminar que Verga havia signat prèviament els drets amb Mascagni i els seus llibretistes, Giovanni Targioni-Tozzetti i Guido Menasci. Els drets de l'obra de Verga estaven en poder de l'editorial i de poc va servir que l'autor hagués donat permís als germans Monleone per utilitzar-la com a base del llibret. L'objectiu es va complir amb escreix i l'obra va quedar proscrita d'Itàlia. Mentre la Cavalleria de Mascagni va seguir la seva carrera ascendent, la de Monleone va ser retirada.
Més tard, el compositor va utilitzar part de la seva música en una altra òpera, La Giostra dei Falchi (1914), i va continuar escrivint per al teatre. Il mistero, estrenada a Venècia el 1924 amb Aureliano Pertile, va aconseguir un èxit modest, però Monleone va afirmar en última instància que ell només volia tenir un paper secundari en la vida musical d'Itàlia. Nascut el 1875, va fer una carrera menor com a director i també es va exercir com a administrador del Teatre Carlo Felice a la seva ciutat natal, Gènova. Abans de la seva mort, el 1942, va compondre una dotzena d'òperes, onze dels quals van arribar a estrenar-se, però sense guanyar un lloc en el repertori.
Una llarga recerca portada a terme pel musicòleg Quirino Principe, porta a la següent conclusió: la Cavalleria de Monleone en realitat no ho era un plagi, de fet, és molt més fidel a la novel·la original que la de Mascagni, més respectuosa de la realitat social de principis del segle XX de Sicília i amb característiques més marcadament realistes, amb una profunditat de caràcter dels personatges molt més intens. Finalment, els llibrets -el de Mascagni signat per John Torgioni-Tozzetti i Guido Menasci, el de Monleone pel seu germà Giovanni- són dissemblants i la música molt diferent.